# Ünye (district)
Ünye is een Turks district in de provincie Ordu en telt 112.298 inwoners (2007). Het district heeft een oppervlakte van 486,9 km². Hoofdplaats is Ünye.
De bevolkingsontwikkeling van het district is weergegeven in onderstaande tabel.
| 1997    | 2000    | 2007    |
| ------- | ------- | ------- |
| 123.476 | 126.124 | 112.298 |